# Gonomyia cantareirae
Gonomyia cantareirae är en tvåvingeart som beskrevs av Alexander 1945. Gonomyia cantareirae ingår i släktet Gonomyia och familjen småharkrankar. Inga underarter finns listade i Catalogue of Life.